# Spanish International 1996
Die Spanish International 1996 im Badminton fanden vom 12. bis zum 15. Dezember 1996 in San Lorenzo de El Escorial statt. Es war die 18. Auflage des Turniers.

## Sieger und Platzierte
| Disziplin    | Gold                             | Silber                        | Bronze                          |
| ------------ | -------------------------------- | ----------------------------- | ------------------------------- |
| Herreneinzel | Lee Mou-chou                     | Jürgen Koch                   | Liao Chun-yi                    |
| Herreneinzel | Lee Mou-chou                     | Jürgen Koch                   | Pedro Vanneste                  |
| Dameneinzel  | Tanja Berg                       | Sandra Dimbour                | Dolores Marco                   |
| Dameneinzel  | Tanja Berg                       | Sandra Dimbour                | Maja Pohar                      |
| Herrendoppel | Yang Shih-jeng Wei Chun-yi       | Liao Wei-chieh Lin Shyau-hsin | Hugo Rodrigues Fernando Silva   |
| Herrendoppel | Yang Shih-jeng Wei Chun-yi       | Liao Wei-chieh Lin Shyau-hsin | Lee Sung-yuan Lin Wei-hsiang    |
| Damendoppel  | Sandra Dimbour Sandrine Lefèvre  | Dolores Marco Esther Sanz     | Monica Memoli Maria Luisa Mur   |
| Damendoppel  | Sandra Dimbour Sandrine Lefèvre  | Dolores Marco Esther Sanz     | Verena Fastenbauer Ana Ferreira |
| Mixed        | Manuel Dubrulle Sandrine Lefèvre | Andrej Pohar Maja Pohar       | Jürgen Koch Andrea Dakó         |
| Mixed        | Manuel Dubrulle Sandrine Lefèvre | Andrej Pohar Maja Pohar       | Arturo Ruiz López Esther Sanz   |